# Нако (Аризона)
Нако (англ. Naco) — переписна місцевість (CDP) в США, в окрузі Кочіс штату Аризона. Населення — 824 особи (2020).

## Географія
Нако розташоване за координатами 31°20′46″ пн. ш. 109°55′37″ зх. д. / 31.34611° пн. ш. 109.92694° зх. д. (31.345985, -109.927063). За даними Бюро перепису населення США в 2010 році переписна місцевість мала площу 8,55 км², з яких 8,55 км² — суходіл та 0,00 км² — водойми.

## Демографія

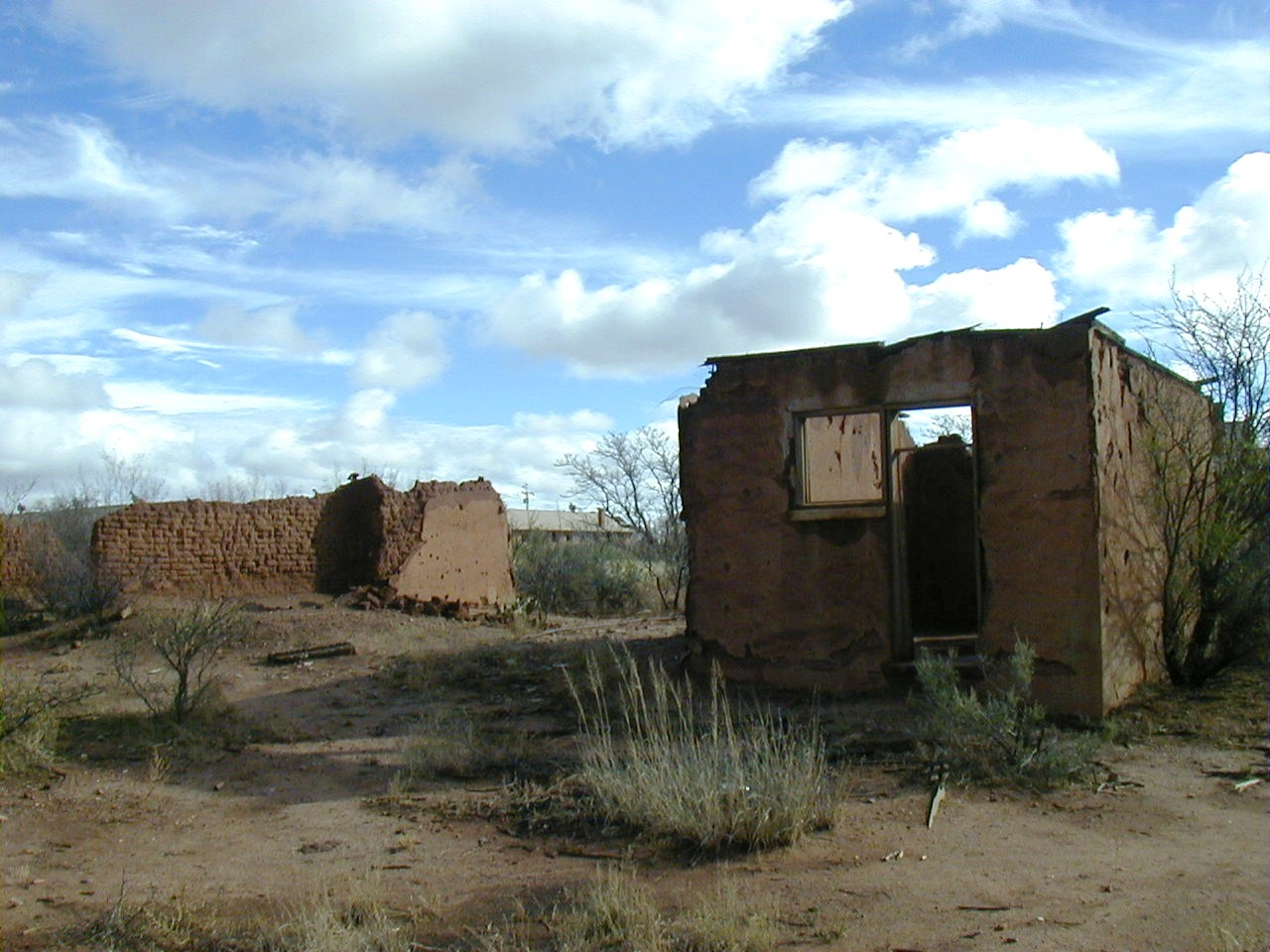
Залишки форту Нако

Згідно з переписом 2010 року, у переписній місцевості мешкало 1046 осіб у 284 домогосподарствах у складі 209 родин. Густота населення становила 122 особи/км². Було 334 помешкання (39/км²).
Расовий склад населення:
| - 62,4 % — білих - 0,7 % — корінних американців - 0,6 % — чорних або афроамериканців - 33,5 % — осіб інших рас |

До двох чи більше рас належало 2,9 %. Частка іспаномовних становила 83,9 % від усіх жителів.
За віковим діапазоном населення розподілялося таким чином: 39,5 % — особи молодші 18 років, 49,1 % — особи у віці 18—64 років, 11,4 % — особи у віці 65 років та старші. Медіана віку мешканця становила 27,0 року. На 100 осіб жіночої статі у переписній місцевості припадало 94,8 чоловіків; на 100 жінок у віці від 18 років та старших — 86,2 чоловіків також старших 18 років.
Середній дохід на одне домашнє господарство становив 38 709 доларів США (медіана — 33 393), а середній дохід на одну сім'ю — 33 030 доларів (медіана — 25 227). За межею бідності перебувало 40,2 % осіб, у тому числі 51,0 % дітей у віці до 18 років та 38,2 % осіб у віці 65 років та старших.
Цивільне працевлаштоване населення становило 330 осіб. Основні галузі зайнятості: освіта, охорона здоров'я та соціальна допомога — 25,8 %, мистецтво, розваги та відпочинок — 17,3 %, роздрібна торгівля — 12,7 %, публічна адміністрація — 9,1 %.